# Raymond Leboursier
Raymond Leboursier (12 de mayo de 1917 - 26 de julio de 1987) fue un editor, director, actor y guionista cinematográfico de nacionalidad francesa, nacido en París y fallecido en Cannes.

## Filmografía

### Editor
- 1937: Les Nuits blanches de Saint-Pétersbourg, de Jean Dréville.
- 1937: Les Hommes de proie, de Willy Rozier.
- 1938: Son oncle de Normandie, de Jean Dréville.
- 1938: Le Joueur d'échecs, de Jean Dréville.
- 1938: La Tragédie impériale, de Marcel L'Herbier.
- 1939: Entente cordiale, de Marcel L'Herbier.
- 1940: Le Président Haudecœur, de Jean Dréville.
- 1941: L'An 40, de Fernand Rivers.
- 1941: Un chapeau de paille d'Italie, de Maurice Cammage.
- 1942: Le journal tombe à cinq heures, de Georges Lacombe.
- 1942: Monsieur La Souris de Georges Lacombe.
- 1943: Domino, de Roger Richebé.
- 1948: L'Aigle à deux têtes, de Jean Cocteau.
- 1949: Bal Cupidon, de Marc-Gilbert Sauvajon.
- 1953: Leur dernière nuit, de Georges Lacombe.
- 1953: La Belle de Cadix, de Raymond Bernard.
- 1955: Les Fruits de l'été, de Raymond Bernard.
- 1955: La Lumière d'en face, de Georges Lacombe.
- 1956: Bébés à gogo, de Paul Mesnier.
- 1957: Les Suspects, de Jean Dréville.
- 1958: Les Mains nettes, de Claude Jutra.
- 1959: Les Brûlés, de Bernard Devlin.
- 1960: Walk down Any Street, de Bernard Devlin.
- 1967: Comment les séduire, de Jean-Claude Roy.
- 1967: Le Vicomte règle ses comptes, de Maurice Cloche.

### Director
- 1942: Les Petits Riens
- 1945: Naïs, en colaboración con Marcel Pagnol.
- 1949: Menace de mort
- 1949: Le Furet
- 1951: La vie est un jeu
- 1952: La Femme à l'orchidée
- 1959: Henri Gagnon organiste
- 1960: Le Prix de la science (documental)
- 1961: Dubois et fils (documental), dirigido junto a Bernard Devlin.
- 1969: Les Gros Malins

### Actor
- 1930: Le Réquisitoire, de Dimitri Buchowetzki.
- 1931: Les Vacances du diable, de Alberto Cavalcanti.
- 1931: À mi-chemin du ciel, de Alberto Cavalcanti.
- 1932: Une jeune fille et un million, de Fred Ellis y Max Neufeld.
- 1934: Un de la montagne, de Serge de Poligny.
- 1934: Château de rêve, de Géza von Bolváry y Henri-Georges Clouzot.

### Ayudante de dirección
- 1948: Les Parents terribles, de Jean Cocteau.